# Сирецький дендрологічний парк
Сире́цький дендрологі́чний парк — науково-дослідницька природоохоронна установа, яка вивчає і зберігає у спеціально створених умовах різноманітні види дерев та чагарників та їх композиції з метою найбільш ефективного наукового, культурного та рекреаційного використання. Розташований в історичній частині правобережжя Києва — Сирці. Парк-пам'ятка садово-паркового мистецтва загальнодержавного значення.

## Історія
Основою сучасного Сирецького дендропарку став показовий парк декоративних культур при квітковому господарстві, закладений в кінці 19 століття власником господарства, німцем Мейером. Досі збереглися екземпляри і декоративні ландшафтні групи з участю тиса далекосхідного посадки 1875 року, туї східної — 1895 року, ялин Енгельмана і колючої — 1900 року, а також клену гостролистого, дубу звичайного, липи дрібнолистої того ж періоду посадки. Із загальної території парку 6,5 га, історична частина займає близько третини площі.
Основні роботи для значного розширення території парку, з формування ландшафтних композицій і архітектурно-художнього вигляду парку в цілому, які можна споглядати тепер, а також множення колекції декоративних рослин були проведені у 1950-1960-ті роки, під керівництвом дендролога Миколи Олександровича Птіцина. За цей період було висаджено близько 500 видів, форм, сортів, культиварів дерев, чагарників і трав'янистих рослин.
Наприкінці 1980-х років у парку проведено реконструкцію, в основному спрямовану на упорядкування території та посилення декоративності насаджень.

## Насадження
У парку, окрім вікових, вище перерахованих дерев, росте дуже велика колекція видів туї (тільки декоративних форм туї західної в парку більше 25); берези — більше 20 таксонів, у тому числі і дуже рідкісних для України видів — паперова, Ермана (кам'яна), даурська, вишнева; єлей — понад 25 таксонів, ялин — близько 20 таксонів. Також широко представлені види роду горіх, клен, ялиця, спірея, рододендрон, барбарис, жимолость. В цей час колекція рослин дендропарку нараховує понад 1150 таксонів, у тому числі 538 таксонів деревних рослин і 625 трав’яних рослин. Ще понад 420 видів зростають у спонтанному рослинному покриві.
Переважна кількість видів декоративних рослин — інтродуценти, в тому числі і досить рідкісні для кліматичних умов України — ліріодендрон тюльпановий (тюльпанове дерево), платан західний, гінкго дволопатеве, метасеквоя, софора японська та інші.
Деякі з наявних видів рослин занесені до Червоної книги України — мікробіота перехреснопарна, сосна кедрова європейська, самшит колхідський, дзвоник карпатський, бруслина карликова та багато інших.
Рослини висаджені не в систематичному порядку, а за принципом їх декоративного використання в садово-парковому будівництві, а ландшафтні групи та композиції створювалися з дотриманням принципів ландшафтного дизайну. Тому в парку багато яскравих прикладів умілого поєднання рослин в ландшафтних групах, чудово створених архітектурно-художніх композицій і пейзажів.

## Зображення

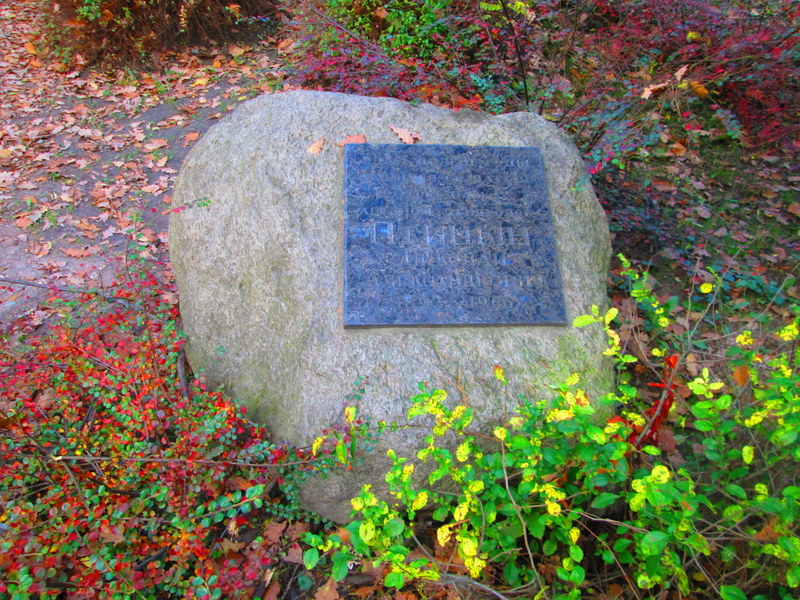
Пам'ятний камінь М. О. Птіцину
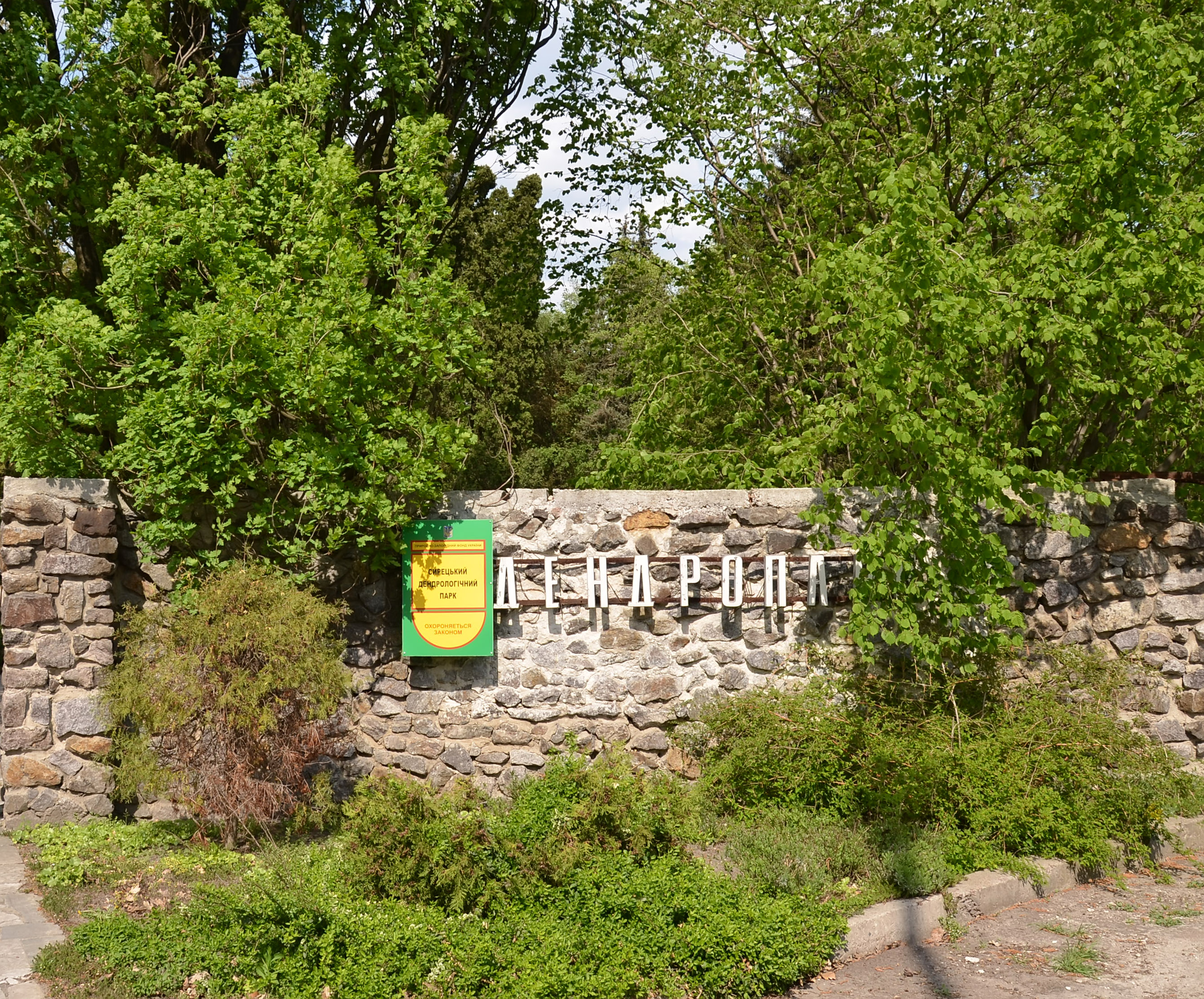
Вхід
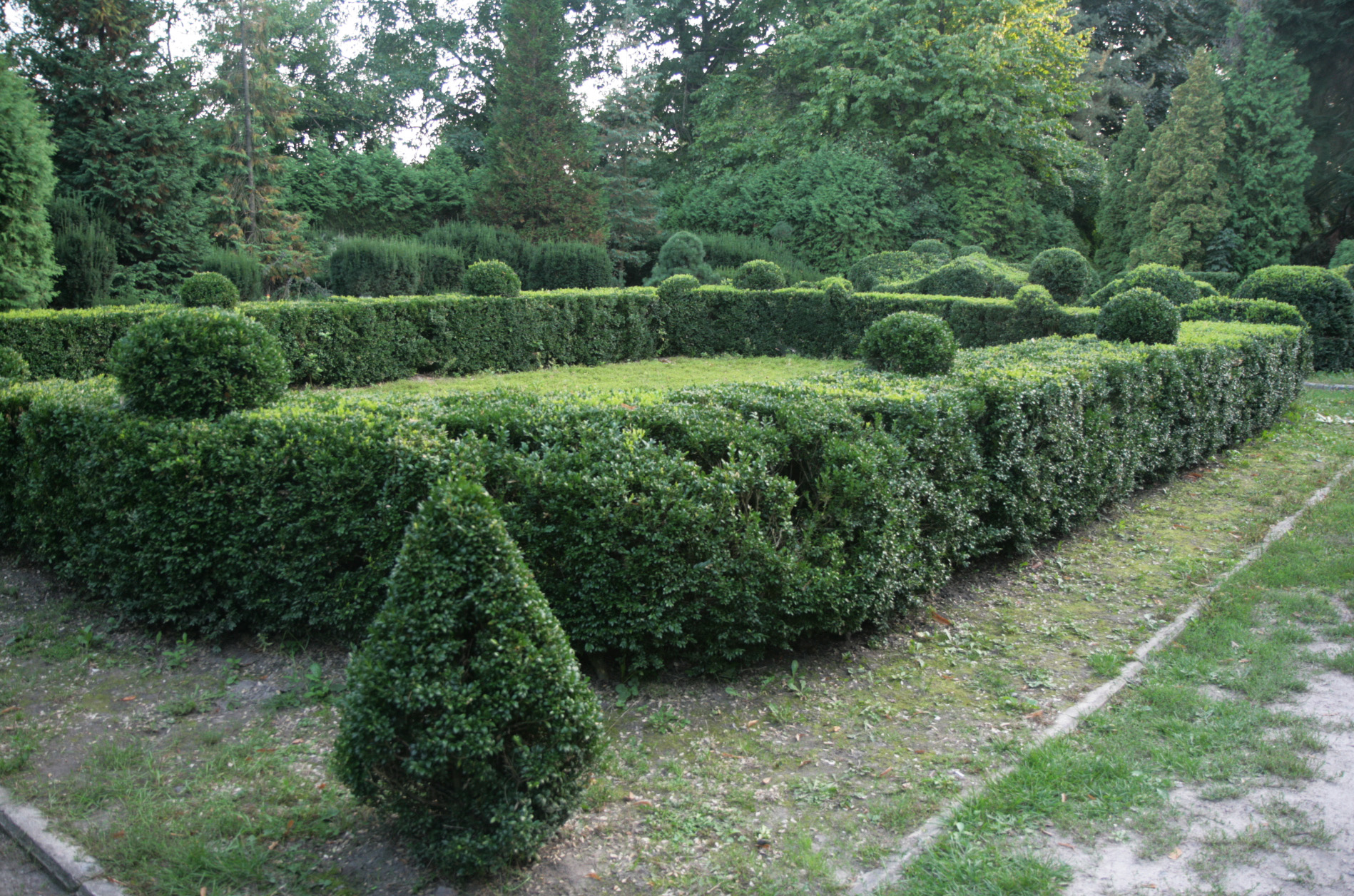
Декоративні композиції
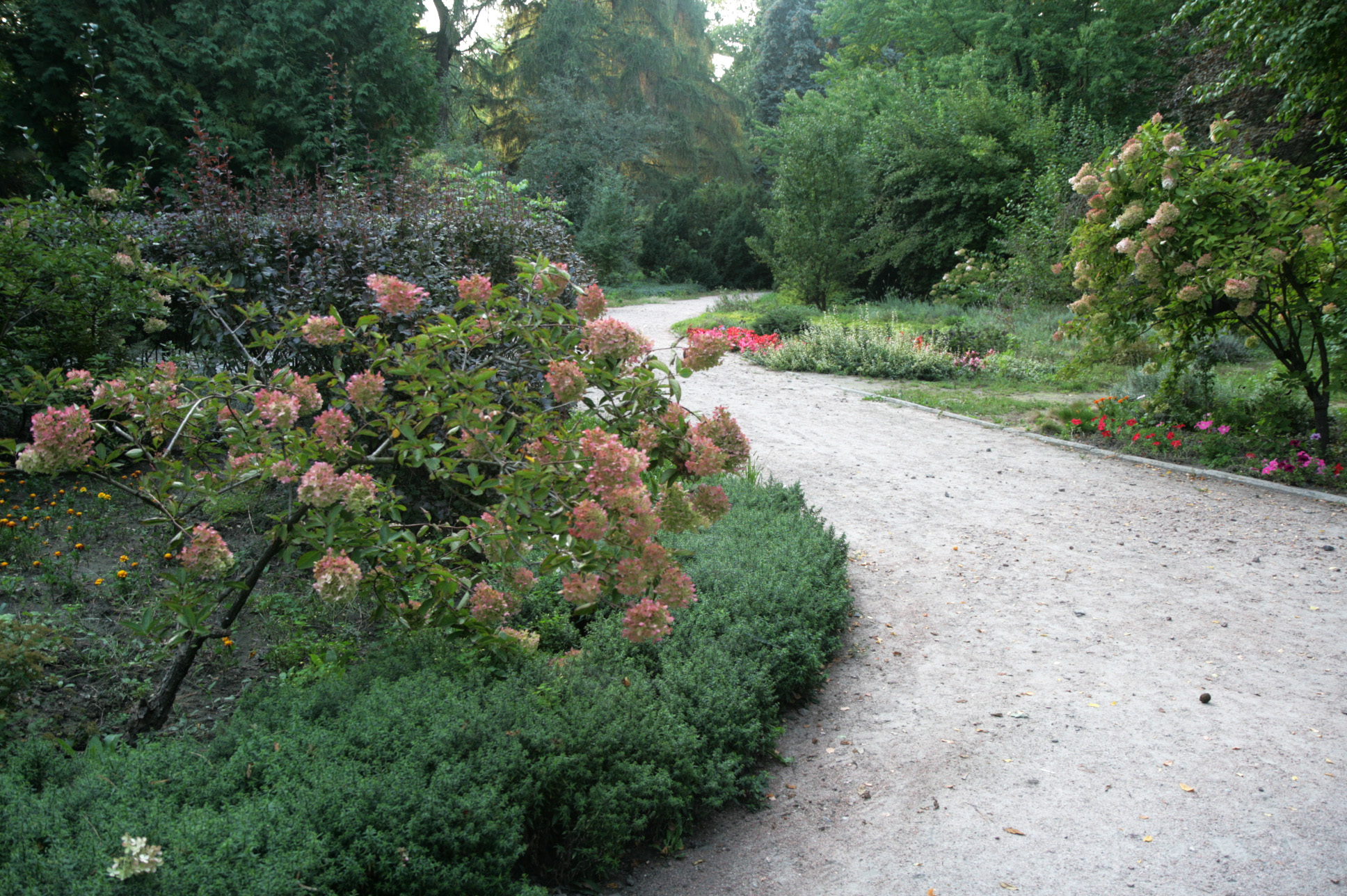
Паркові доріжки
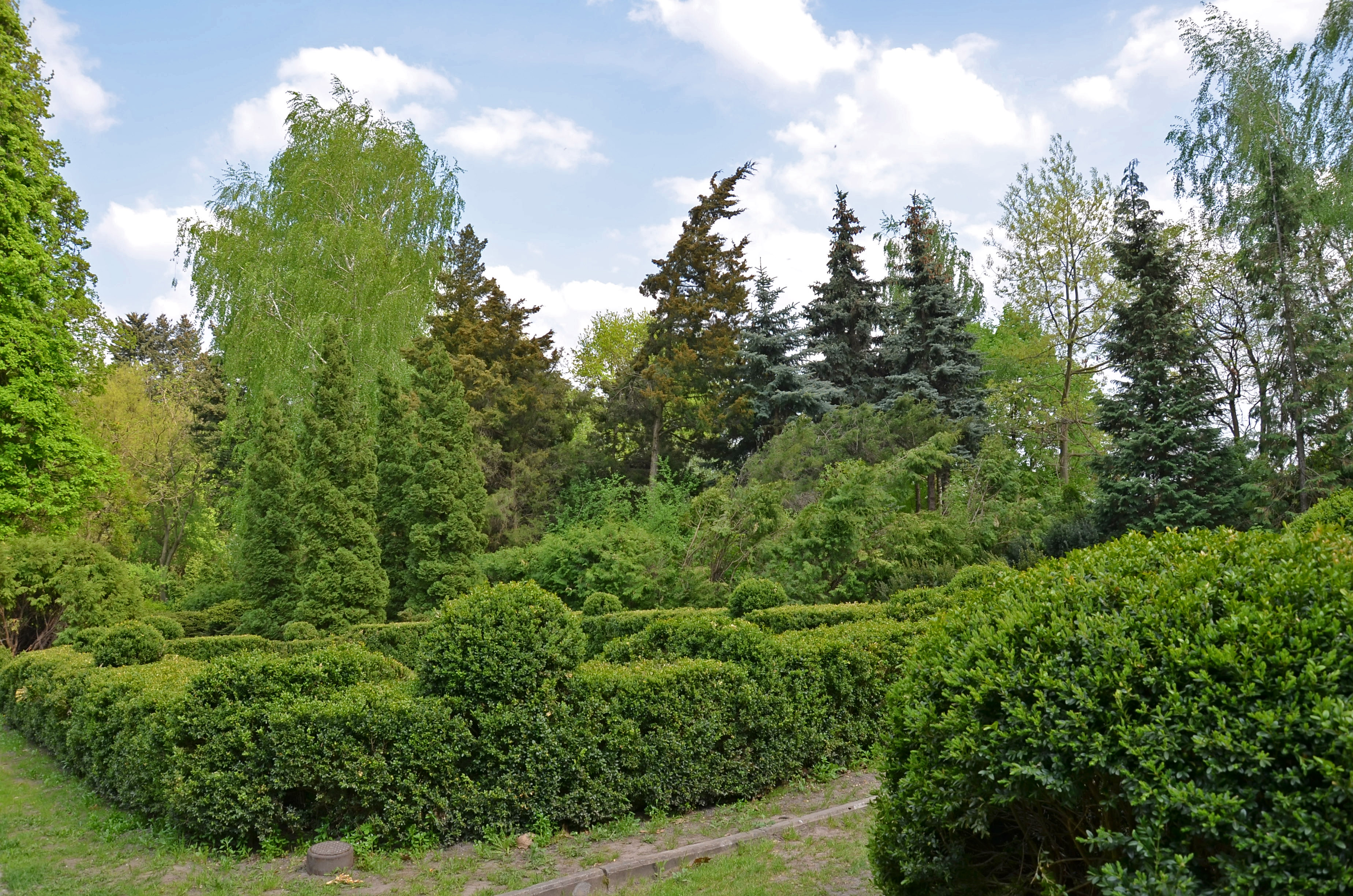
Зелена феєрія
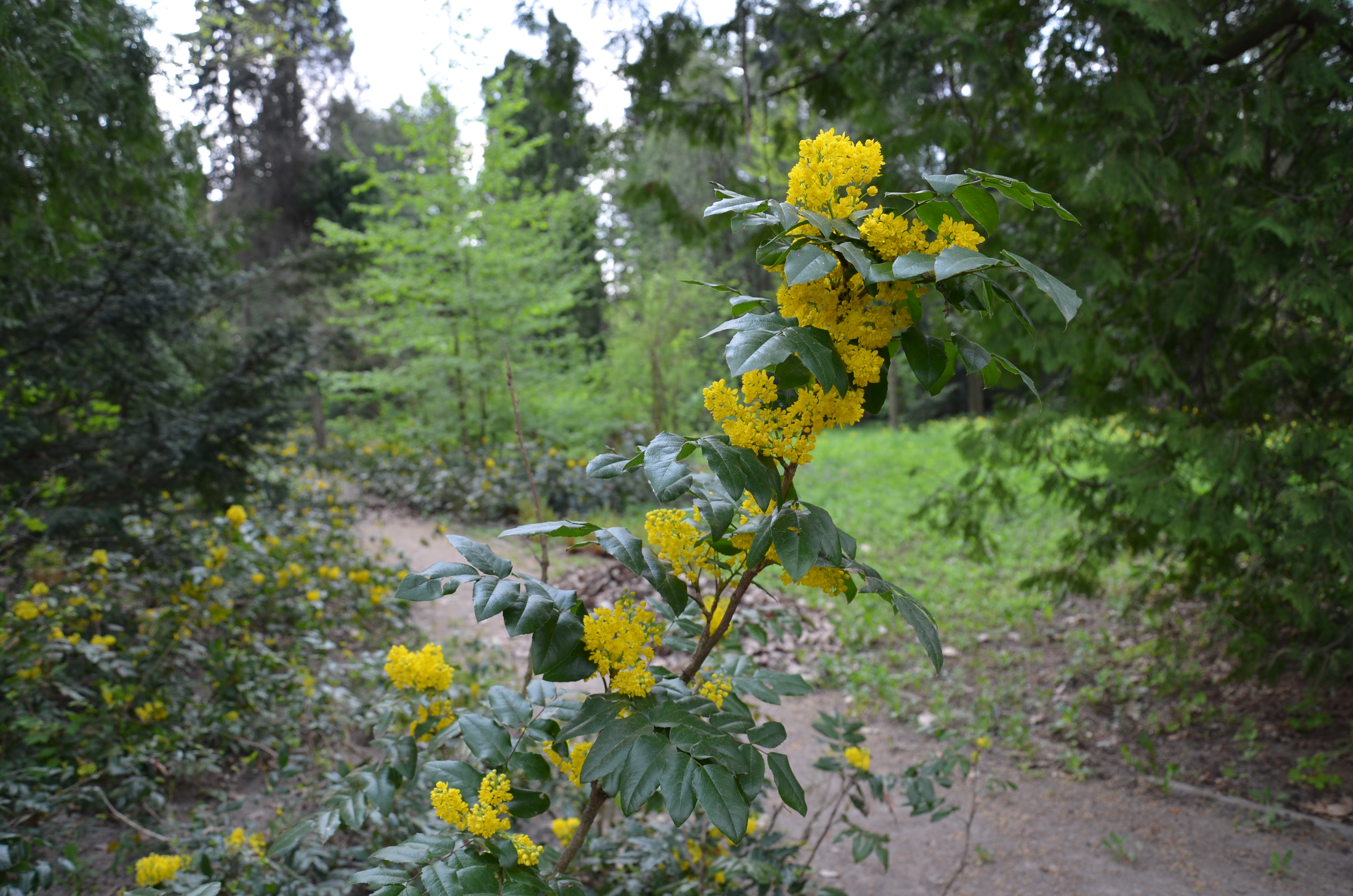
Прийшла весна
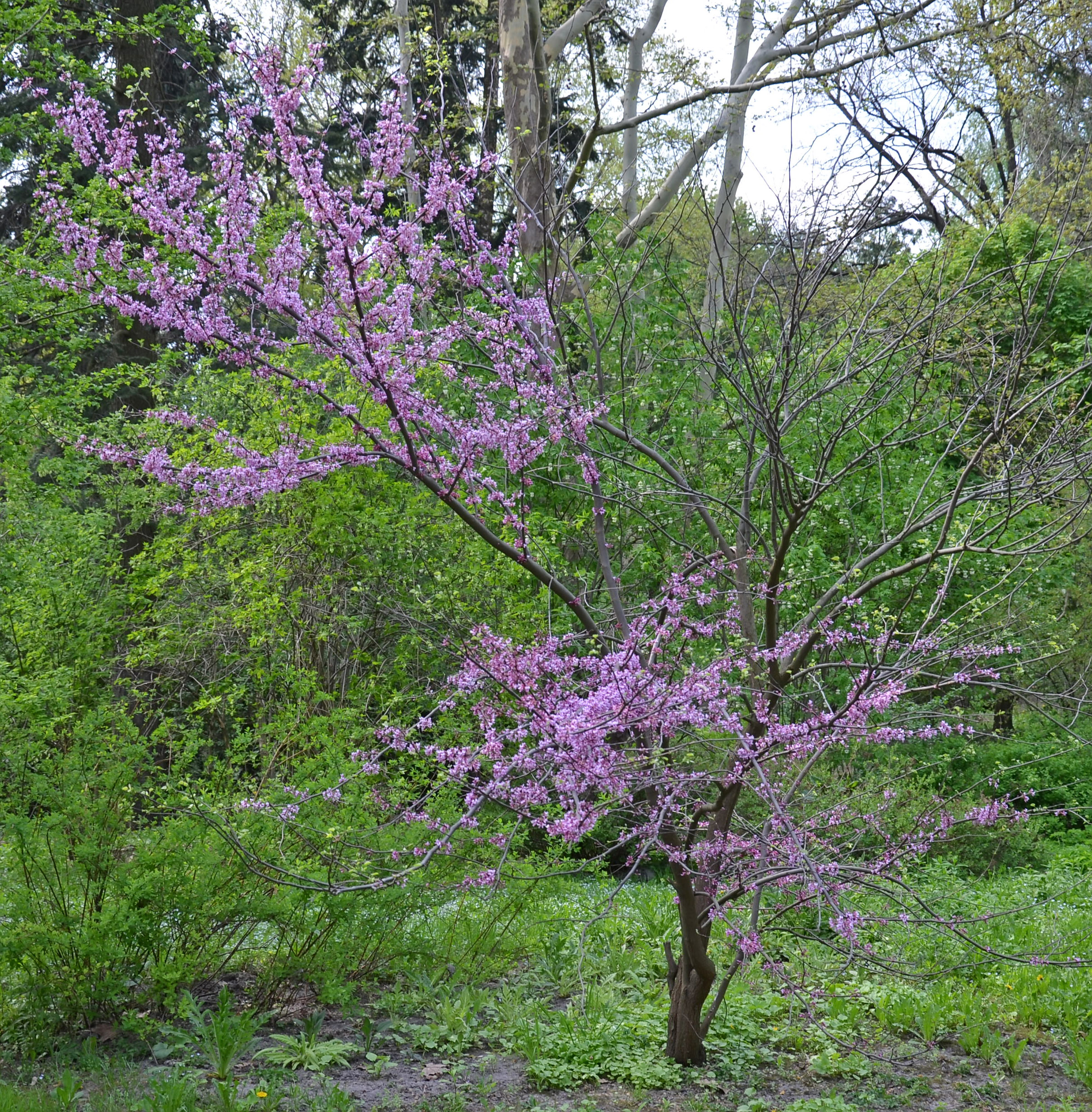
Травнева рапсодія
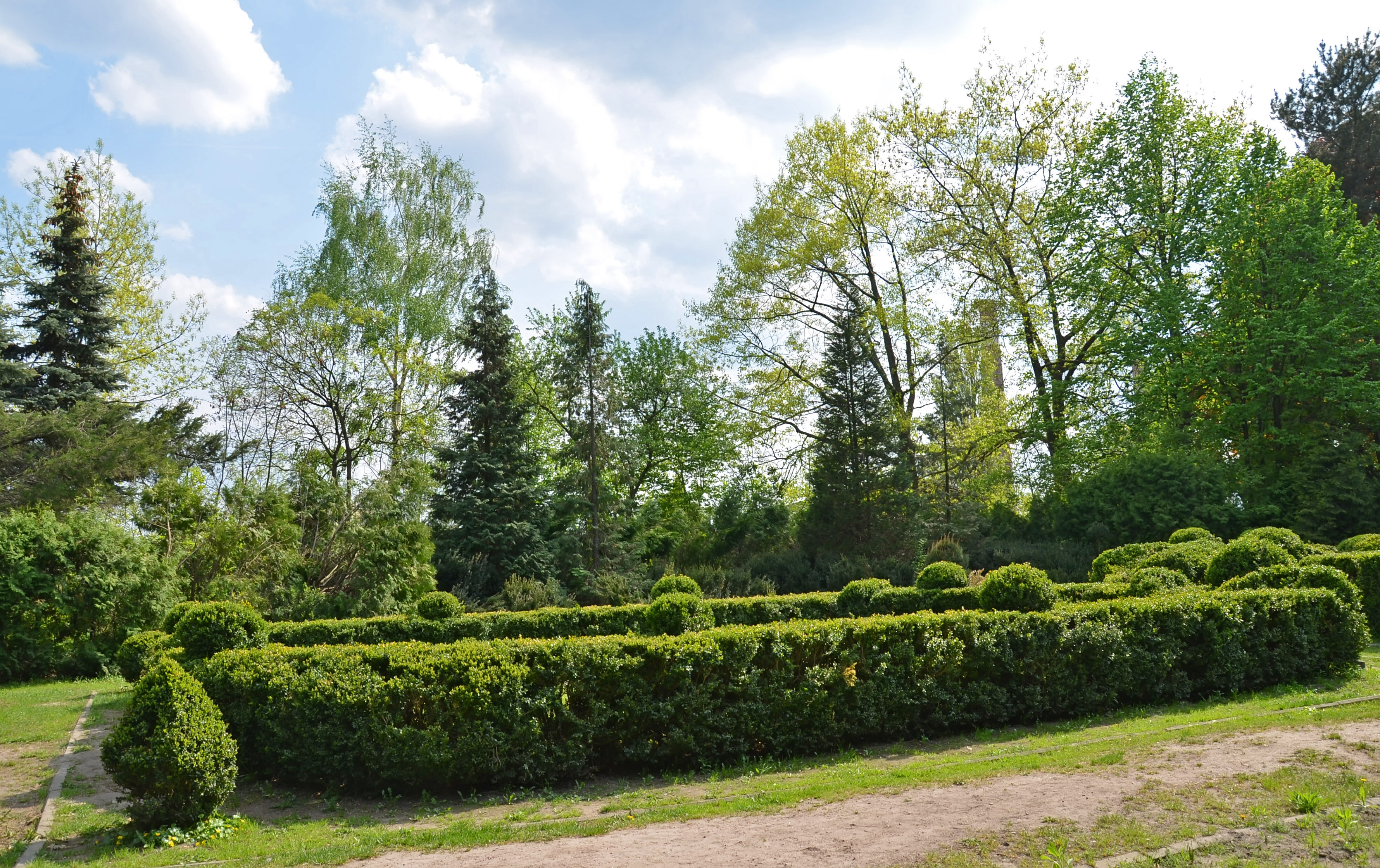
Зелені лабіринти
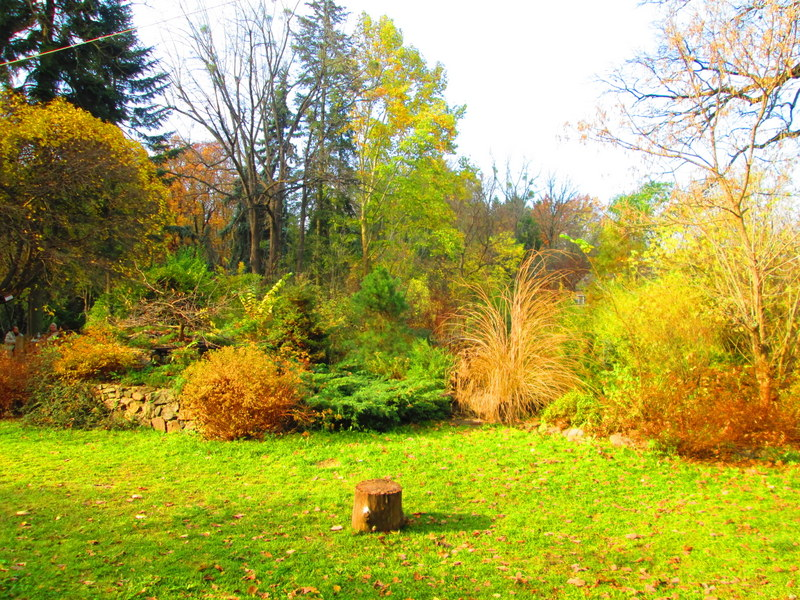
Осіння веселка
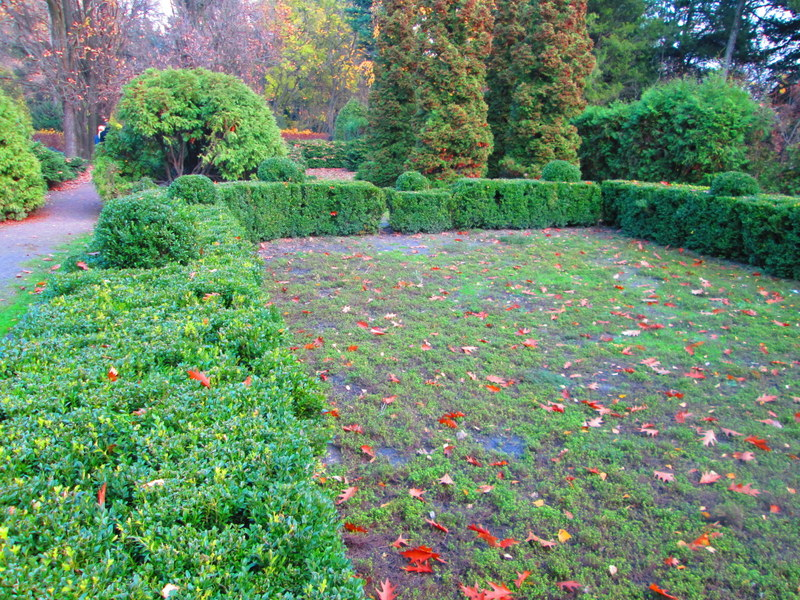
Осінній калейдоскоп
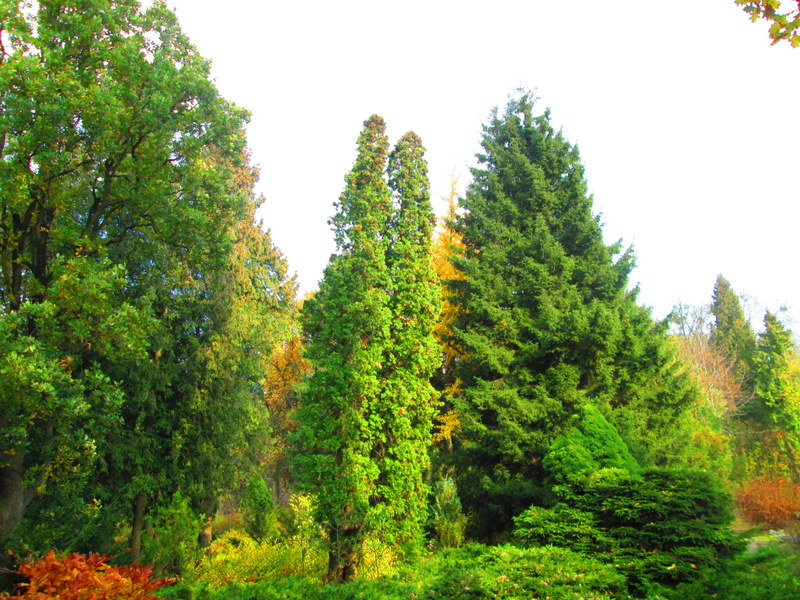
Зелене диво
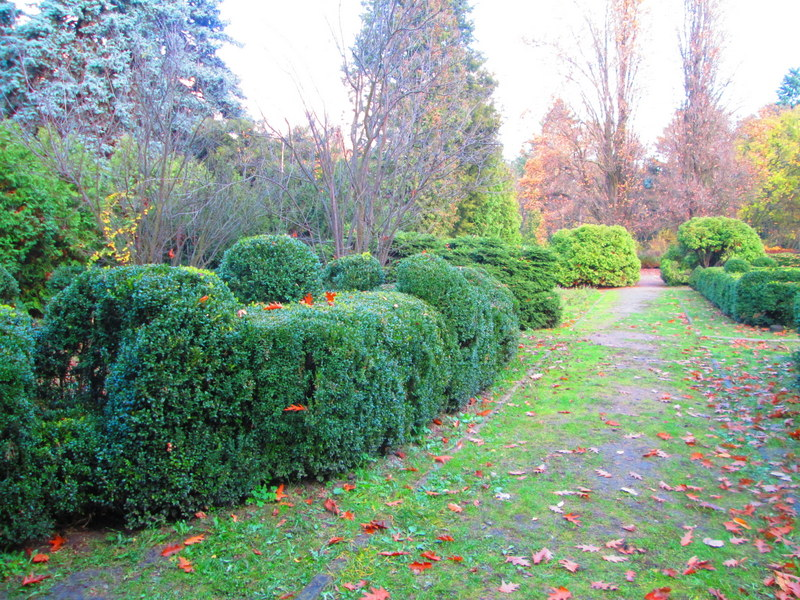
Мрійливе марево
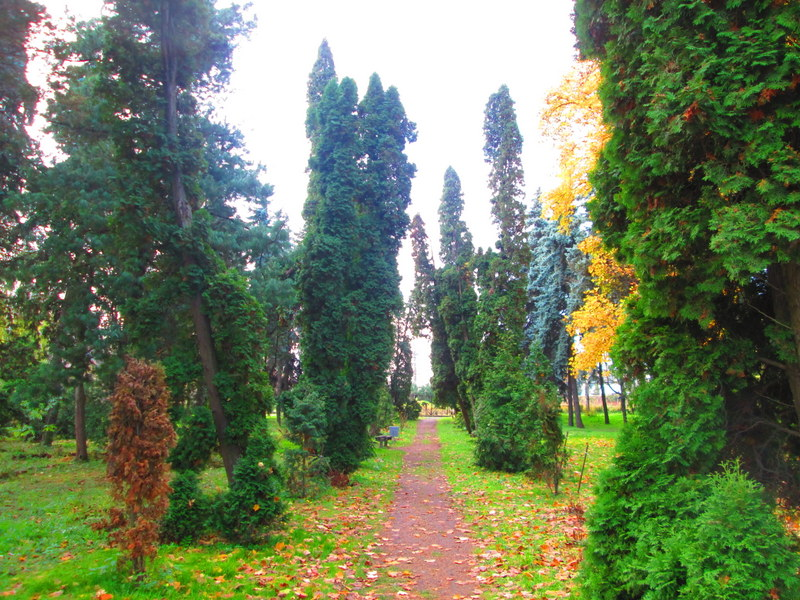
Осіннє диво
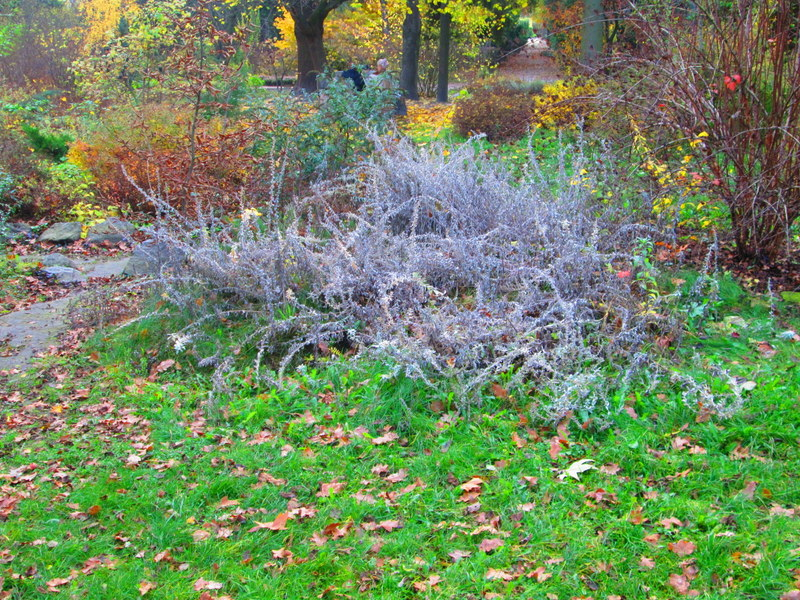
Осінні корали
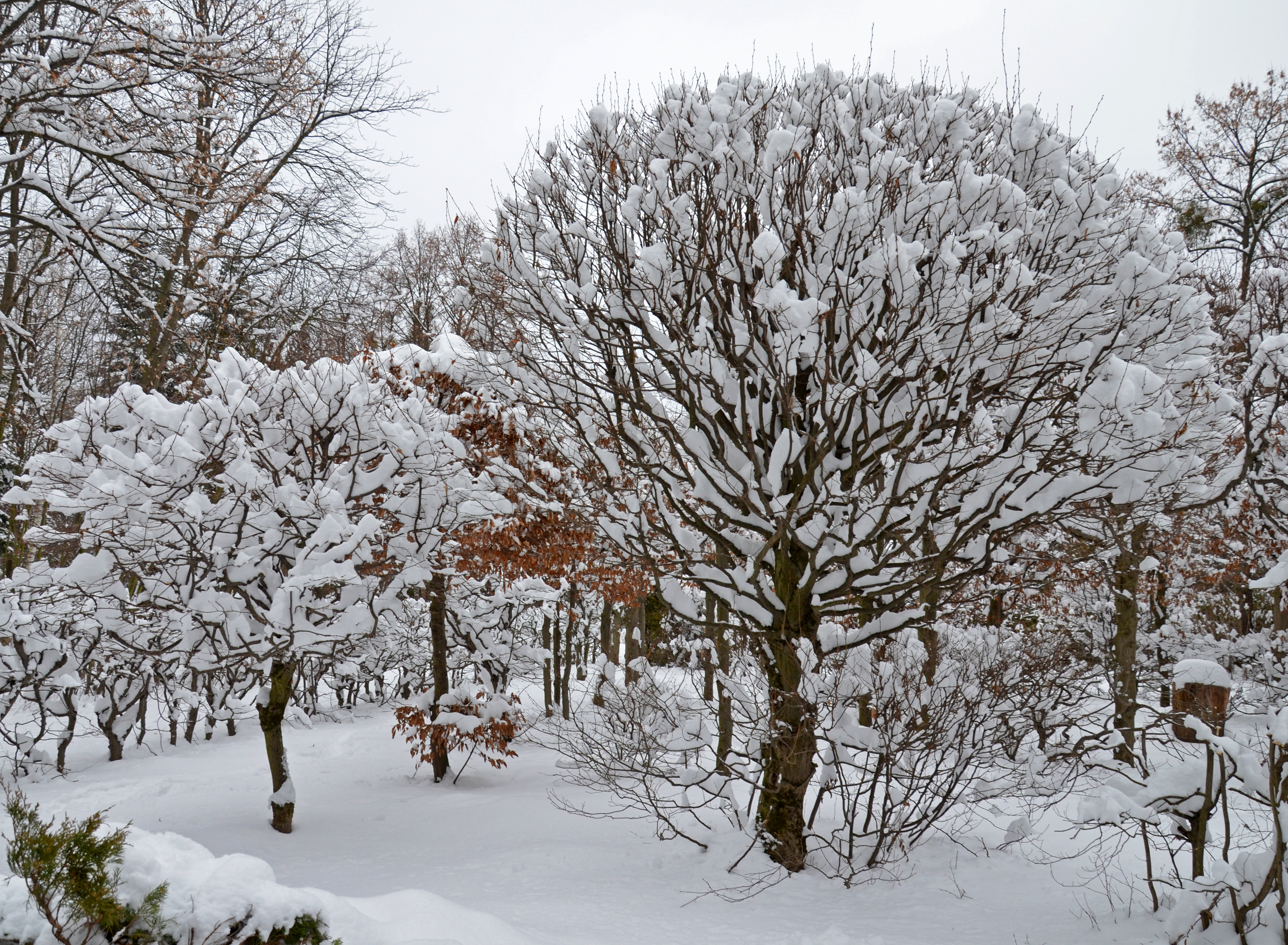
Взимку
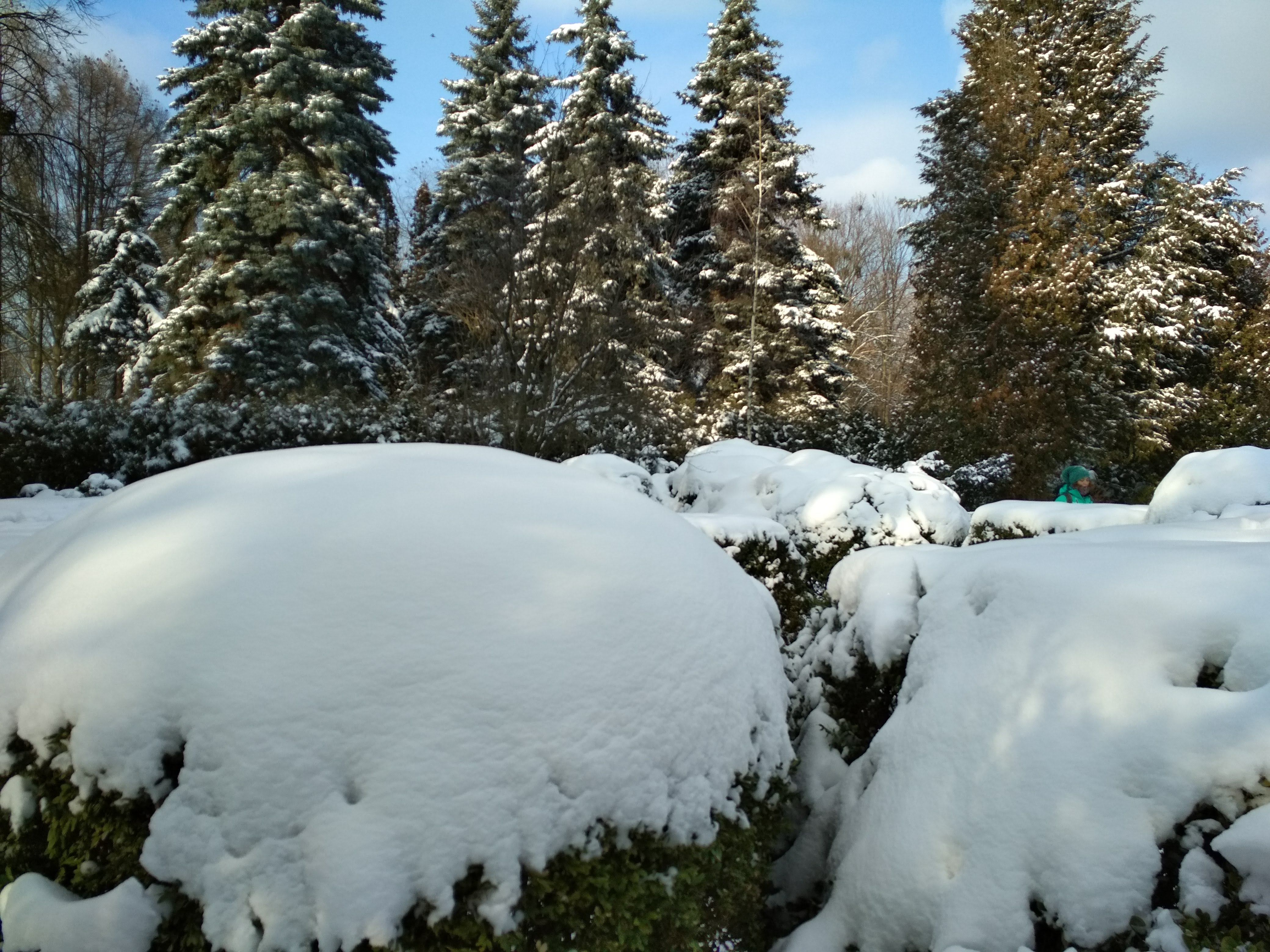
зима
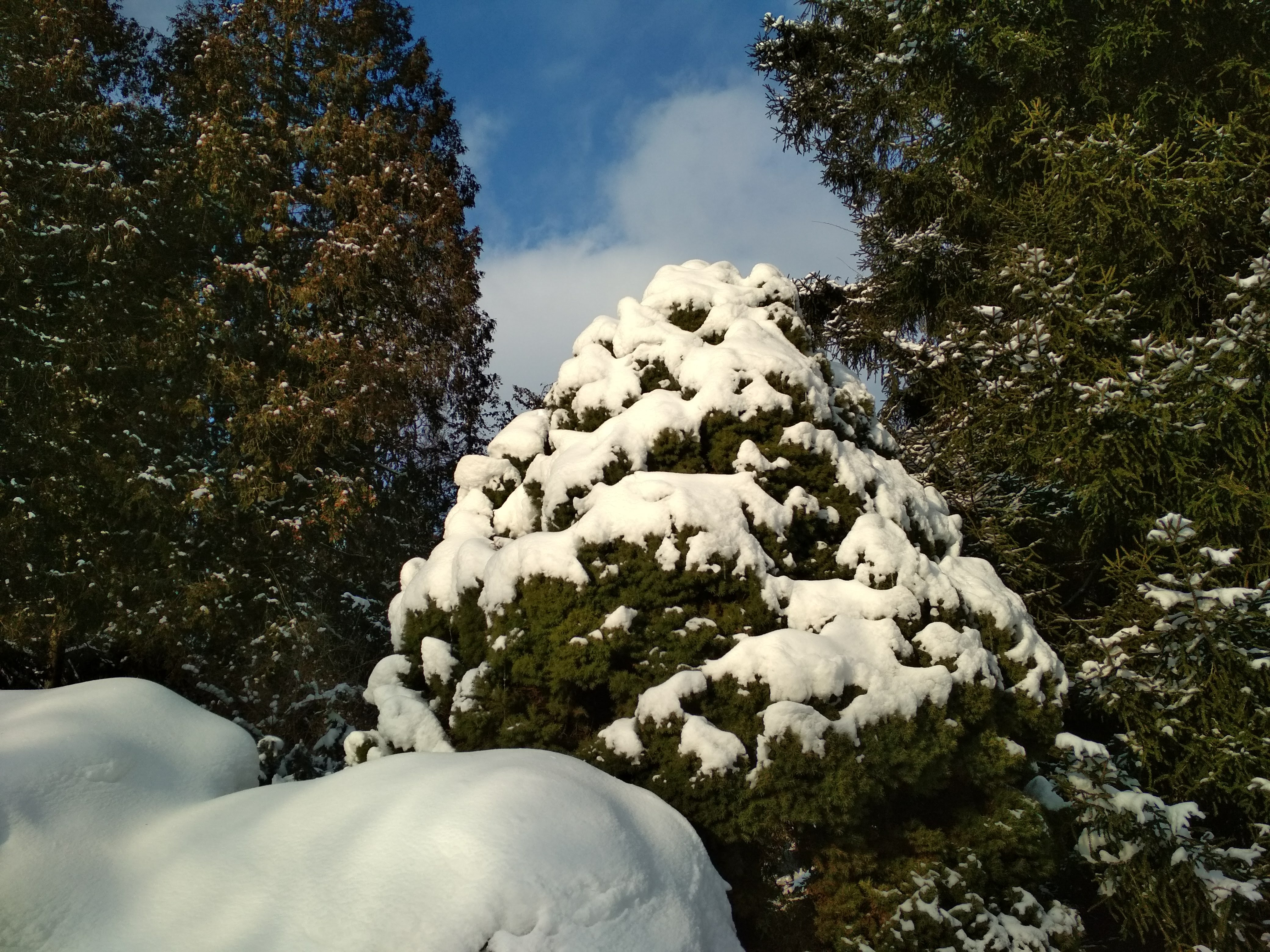
зимова казка
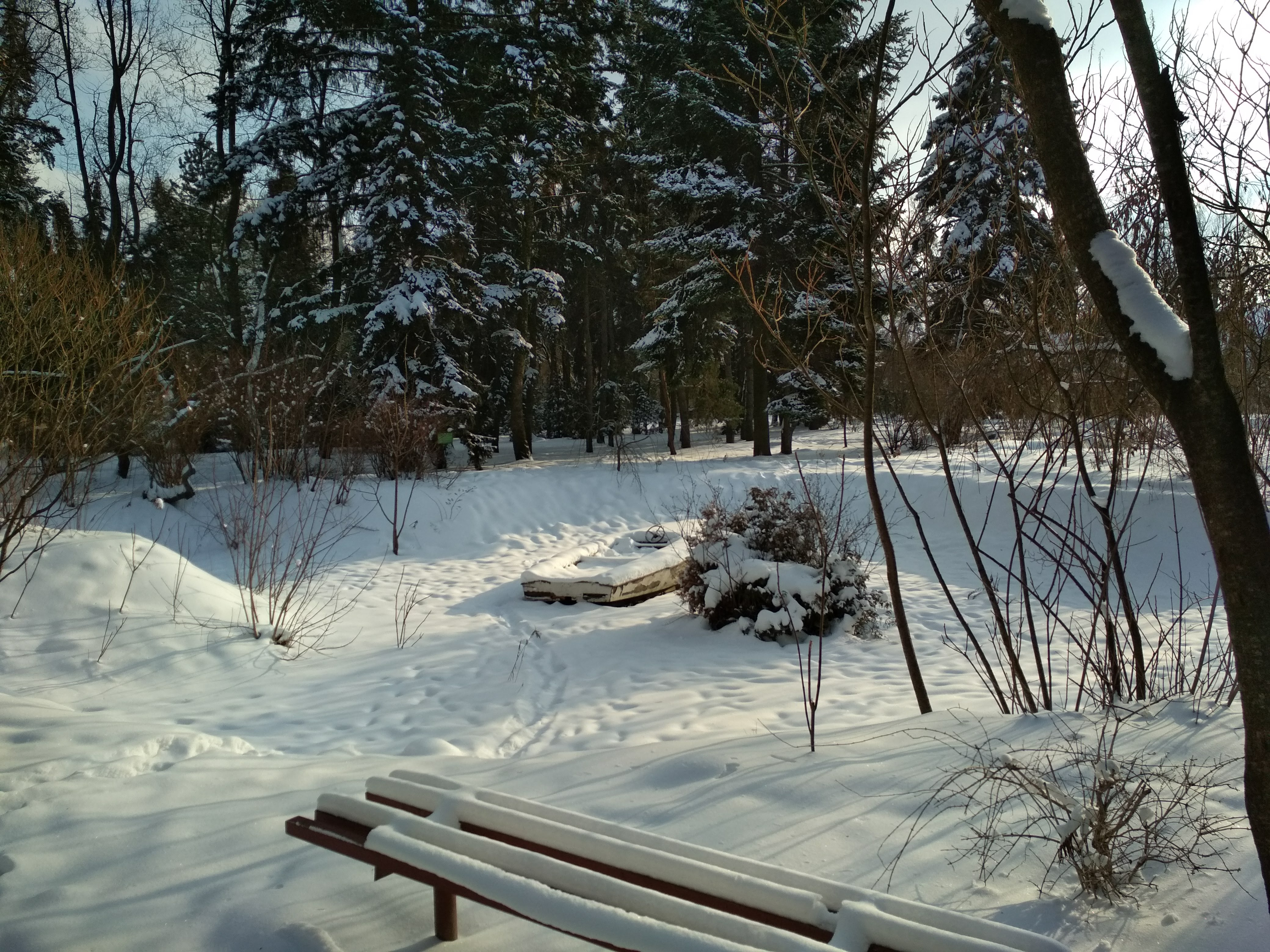
ставок взимку
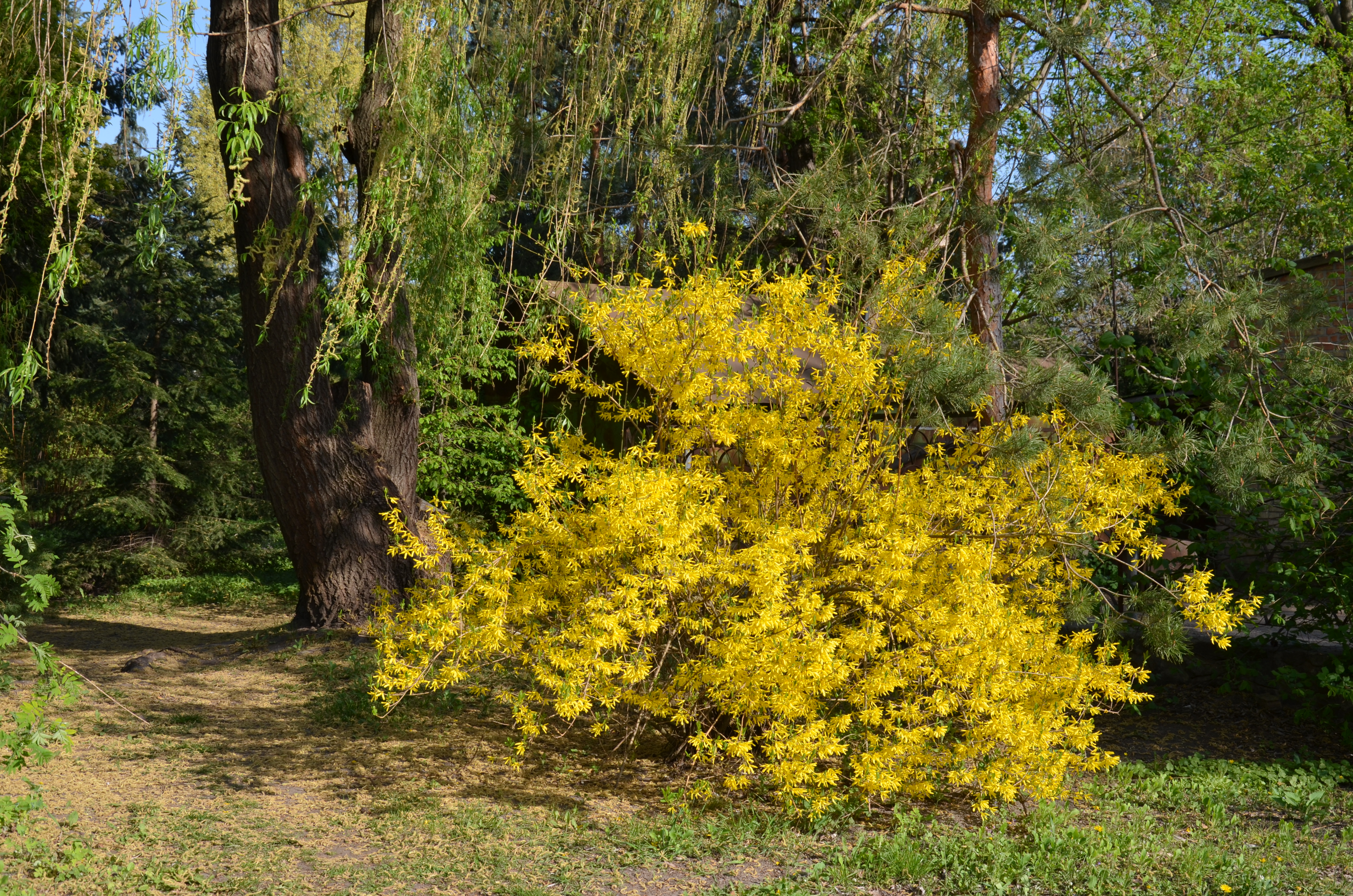
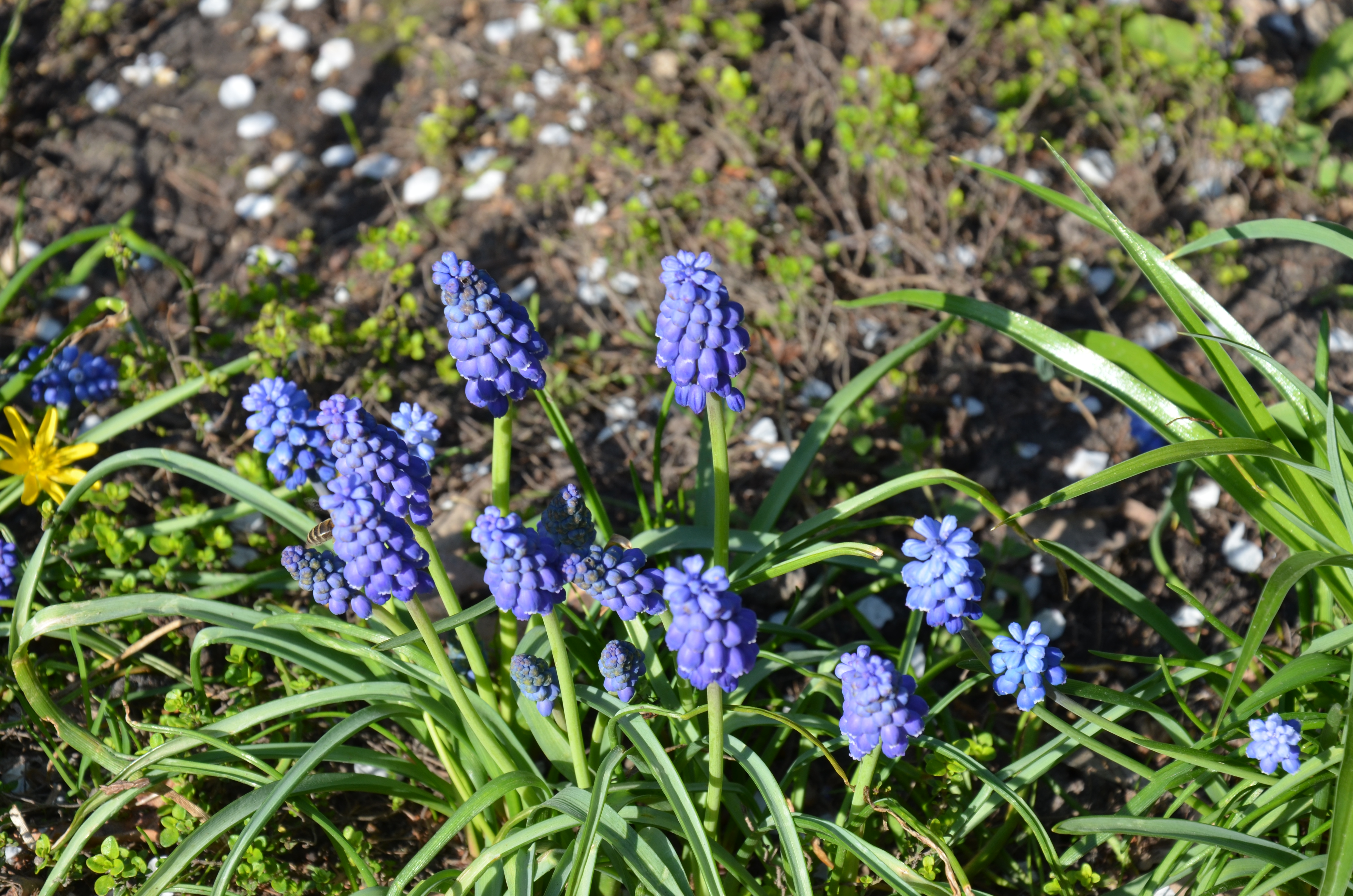